# CA Colón
Club Atlético Colón is een Argentijnse voetbalclub uit Sante Fe. De club werd opgericht op 5 mei 1905. De thuiswedstrijden worden in het Estadio B.G. Estanislao López gespeeld, dat plaats biedt aan 32.500 toeschouwers. De clubkleuren zijn rood-zwart. In 2014 degradeerde de club uit de hoogste klasse.

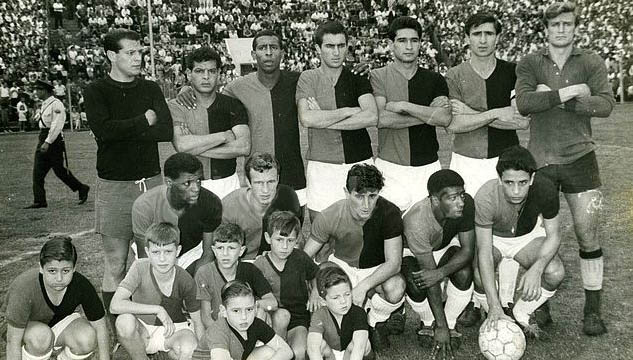
Colon 1965

## Erelijst
Nationaal
- Primera División Argentinië
  - Tweede plaats: 1997-Apartura

## Bekende (oud-)spelers
- Ismael Blanco
- Hugo Ibarra
- Marcelo Otero
- Marcelo Saralegui
- Juan Manuel Vargas
- Waldemar Victorino